# Милорадович, Сергей Дмитриевич
Серге́й Дми́триевич Милора́дович (4 [16] июля 1851, село Тёсово, Можайский уезд, Московская губерния — 4 февраля 1943, Москва) — русский исторический и жанровый живописец, педагог, академик Императорской Академии художеств, член Товарищества передвижных художественных выставок.

## Биография
Родился 4 [16] июля 1851 года в селе Тёсово (Можайский уезд), в семье сельского дьякона.
В 1861—1872 годах учился в семинарии, затем на протяжении 25 лет служил псаломщиком церкви Воскресения в Гончарах, при которой жил.
В 1874—1878 годах посещал Московское училище живописи, ваяния и зодчества, занятия, которые вели Е. С. Сорокин, В. Г. Перов, И. М. Прянишников.
В 1885—1923 годах выставлялся на передвижных выставках.
Писал сцены из истории духовенства, монашества и раскола. Известнейшие из них: «Чёрный собор 1666 года» (в Третьяковской галерее), «Оборона Троице-Сергиевой Лавры», «Патриарх Гермоген», «Протопоп Аввакум в братском остроге», «Аввакум, идущий в Сибирь», «Накануне Пасхи». В 1909 году получил звание академика.
После 1914 года преподавал в Московском училище живописи, участвовал в комиссии по реставрации Успенского собора.
В советское время ввиду преклонного возраста и снижения востребованности религиозной живописи отошёл от активной художественной деятельности, но продолжал преподавать в различных учебных заведениях.

## Семья
- Внук — Милорадович, Борис Владимирович (1907—1948), геолог, палеонтолог, фотограф.

## Членство в организациях
- Императорская Академия художеств
- Товарищество передвижных художественных выставок.

## Галерея
- Примеры работ С. Д. Милорадовича
- Чёрный собор. Восстание Соловецкого монастыря против новопечатных книг в 1666 году (1885). Государственная Третьяковская галерея.
- Суд над патриархом Никоном (1885). Государственный музей истории религии.
- Оборона Троице-Сергиевой лавры (1894). Государственный Русский музей.
- Путешествие Аввакума по Сибири (1898). Государственный музей истории религии.
- У иконостаса. 1922.
- Крестный ход. 1916.